# 黎明 (嶺南畫派)
黎明（1929年—2023年），原名黎國安，男，祖籍廣東南海，出生於澳門，畫家，嶺南畫派第二代，師承高劍父。活躍於香港與廣東。

## 生平
黎明原名黎國安，生於澳門。其父黎兆錫是嶺南畫派第一代畫家高劍父及海派畫家羅寶山的好友。黎國安年幼時曾跟從羅寶山學習人物畫。
抗日戰爭期間，高劍父曾避居於澳門七年。期間，11歲的黎國安（1940年）開始跟隨高劍父學畫，並獲高劍父為他改名為「黎明」 。他一直跟隨高劍父十多年。
抗日戰爭結束後，高劍父返回廣州，創辦南中美術學校（南中美術院），黎明被委派擔任財務工作。
1996年，創立香港春潮畫會，在香港授徒甚眾。
亦曾回澳門作畫及協助推動文化發展。

## 家庭
黎明的夫人黃詠賢，及子女黎文心、黎文希皆為畫家。2000年代，黎氏夫婦以個人名義於廣州美術學院設立中國畫獎學金。

## 曾獲職銜
- 廣州市人民政府文史研究館名譽館員[1]
- 香港理工大學駐校藝術家[1]、客座教授[11]
- 嶺南大學持續進修學院嶺南畫課程導師[12]
- 香港藝術館名譽顧問[3]
- 東華學院客座教授[3]

## 備註
1. ↑  未知是否業餘。